# Nabdalsa
Nabdalsa fou un cap númida, ric i noble, que tenia el màxim favor de Jugurta que el va utilitzar per diversos serveis.
Bomilcar el númida, el ministre del rei, va escollir Nabdalsa perquè era una persona propera al rei, en els seus designis contra Jugurta. Però alguna confidència de Nabdalsa va fer que la conspiració fos descoberta. Bomilcar va ser detingut i executat, segons diu Sal·lusti. La sort de Nabdalsa no és coneguda.